# Klemens Aleksandryjski
Klemens Aleksandryjski, gr. Κλήμης ὁ Ἀλεξανδρεύς, właśc. łac. Titus Flavius Clemens (ur. prawdopodobnie ok. 150 w Aleksandrii, zm. ok. 212 w Azji Mniejszej) – piszący po grecku teolog wczesnochrześcijański, Ojciec Kościoła opiewany przez Leona VI, poeta; zaliczany w poczet świętych katolickich oraz prawosławnych.

## Życie

Opera omnia, 1715

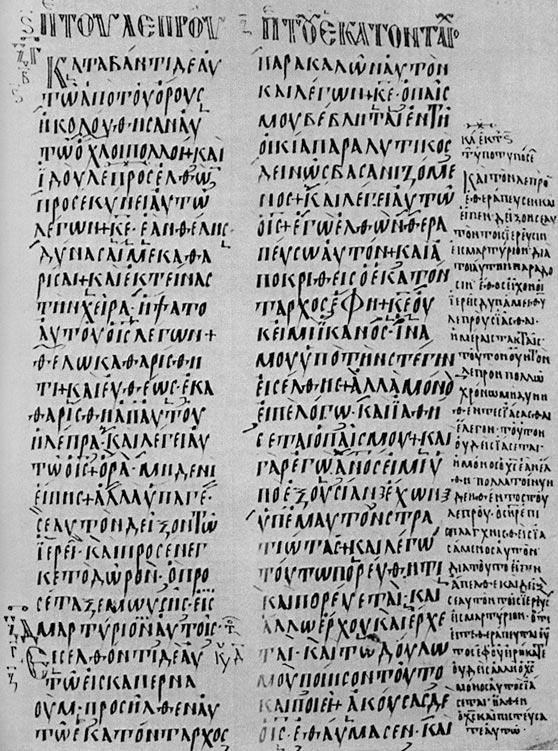
Strona kodeksu Watykańskiego 354 z tekstem Mt 8,1-10 i cytatem z zaginionego dzieła Klemensa Aleksandryjskiego – Hypotyposes (na prawym marginesie)

Już jako dorosły, nie znalazłszy w filozofii pełnej odpowiedzi na poszukiwania prawdy, nawrócił się na chrześcijaństwo. Nie porzucił swego umiłowania filozofii. Jego nauczycielem był Panten, założyciel aleksandryjskiej szkoły katechetycznej, jednej z najważniejszych w starożytności. Po Pantenie kierownikiem szkoły został Klemens. W czasie prześladowania za Septymiusza Sewera, w roku 202 opuścił Aleksandrię i udał się do Azji Mniejszej, gdzie zmarł ok. 212 roku. Nauczał filozofii greckiej, traktując ją jako wprowadzenie do chrześcijaństwa. Jego uczniem był Orygenes, dla którego Klemens jako wytrawny znawca filozofii greckiej był głównym pośrednikiem między nauką grecką a chrześcijańską.

## Poglądy
Klemens rozwinął teorię wiary i wiedzy, która została przyjęta przez Kościół chrześcijański. Sam filozoficznie niesamodzielny i eklektyczny, stworzył jednak program nauki chrześcijańskiej i przyczynił się do tego, że grecka kultura umysłowa została użyta przy kształtowaniu filozofii chrześcijańskiej. Klemens z Aleksandrii był teologiem chrześcijańskim. Swoje poglądy zawarł w trzech dziełach. W Upomnieniu Greków przedmiotem jego rozważań były błędy popełnione przez pogan. W dziele Paedagogus opisał podstawy chrześcijańskiej moralności. W Barwnych kobiercach zredagowanych aforystycznie, Klemens rozwija podstawową naukę chrześcijańską, przedstawioną nie jako wiara, lecz jako wiedza, i to całkowicie zgodna z filozofią starożytną.
Klemens wyróżniał dwa typy chrześcijaństwa. Podstawą pierwszego było dosłowne rozumienie Pisma Świętego, drugiego – wiedza oparta na Słowie i filozofii antycznej. Zwieńczeniem poznania była ekstaza. Taki podział powodował rozróżnienie dwóch rodzajów chrześcijan: zwykłych wierzących i „doskonałych” lub „gnostyków”, którzy swoją wiarę definiowali poprzez filozofię.
Swoich poglądów na temat hierarchii kościelnej teolog nie wyrażał precyzyjnie. Najprawdopodobniej uważał, że hierarchowie są spadkobiercami nauk Chrystusa i mają za zadanie je głosić, dlatego chrześcijanie winni okazywać posłuszeństwo wobec swoich zwierzchników duchowych. 
Według niego normą nauczania chrześcijaństwa jest Biblia w interpretacji Kościoła. Stworzył teorię mówiącą, że prawda zawarta w Piśmie Świętym jest przedstawiona poprzez symbole. Do jej poznania należy zastosować platońską koncepcję o hierarchii bytów, tj. niższe byty są odzwierciedleniem wyższych i są ich symbolami. W podobny sposób prawdę za pomocą symboli przedstawiali zarówno prorocy, jak i filozofowie pogańscy.
W rozumieniu Klemensa Tradycja była tożsama z kanonem wiary lub kanonem kościelnym. Wierzył, że w ramach kościelnej powszechnej Tradycji istniała tradycja doktrynalna gnósis lub parádosis, dostępna dla chrześcijańskich elit intelektualnych. Polegała na harmonii prawa starotestamentowego i nauki proroków z Nowym Przymierzem.
Według Klemensa Bóg jest niepojęty: transcendentny oraz jest monadą i jednością, a jednocześnie ogarnia wszechświat i przezwycięża jedność i monadę. Ojca poznaje się za pośrednictwem Syna, który jest jego Słowem i umysłem. Jednocześnie Syn wyraża siłę Ojca. Syn nie ma początku i stanowi jedność z Ojcem. Duch emanuje ze Słowa, którego mocą prowadzi wiernych do Boga. Klemens tłumaczył istotę Trójcy poprzez pryzmat nauk platońskich. Uwidacznia się to w sposobie, w jaki określa hierarchię w jej obrębie. Zdaje się podporządkowywać Syna Ojcu, a Ducha Synowi, jednak nie wskazuje na nierówność Trzech Osób Trójcy. W swoim spojrzeniu na istotę Syna Klemens był krytykowany przez Focjusza za poglądy zbliżone do doketyzmu. W odróżnieniu od wyznawców doketyzmu Klemens był jednak zwolennikiem prawdziwego wcielenia Syna. Uważał, że Chrystus wstąpił w ciało ludzkie, co uczyniło go jednocześnie ludzkim i boskim. Do poglądów doketów zbliżyło go twierdzenie, że Chrystus nie miał ludzkich namiętności, a jego duszą kierowało Logos, które łączyło go z ciałem. W swoich pracach Klemens nie rozwijał aspektu zbawienia ludzi przez mękę i śmierć Chrystusa na krzyżu, powtarzał dotychczasowe poglądy apologetów chrześcijańskich na ten temat, dodając do nich właściwy dla siebie mistycyzm. Dla teologa Chrystus był przede wszystkim wszechstronnym nauczycielem, źródłem wiedzy, niecielesnej miłości, prawości i uzdrowicielem rodzaju ludzkiego. Ludzka natura Chrystusa służy człowiekowi za wzór do naśladowania, a poprzez zdobycie wiedzy o Bogu człowiek bierze udział w nieśmiertelności.
Jako przedstawiciel aleksandryjskiej szkoły teologicznej Klemensowi obcy był zachodni pogląd na odpowiedzialność ludzi za grzech Adama. Według niego pierwszy człowiek w zamyśle Bożym miał doskonalić się stopniowo. Ponieważ został przez Stwórcę obdarzony wolną wolą, wybrał przyjemności fizyczne zamiast rozwoju duchowego. Karą za ten wybór było wygnanie z raju, śmiertelność, chwiejność woli i pobłażanie zmysłowości. Adam w tym przypadku był symbolem grzeszności ludzi (choć Klemens uważał go również za postać historyczną). Nowo narodzone dziecko jest obdarzone iskrą Bożą, dopiero świadome wybory określają jego stosunek do Stwórcy. Poprzez chrzest człowiek otrzymuje Ducha, który jest symbolem przynależności do Chrystusa. Wskutek chrztu zyskuje odpuszczenie grzechów, oświecenie i boskie synostwo, będące następstwem duchowego odrodzenia.
Jako jeden z pierwszych ortodoksów głosił świętość małżeństwa chrześcijańskiego.

## Dzieła
Autor zachowanych dzieł: Słowo zachęty dla pogan, Wychowawcy i Kobierców. Jego dzieło skierowane do Greków, było pierwszym pismem wczesnochrześcijańskim, które nie wyśmiewało kultury greckiej.

### Wydania krytyczne
- Protrepticus ad Graecos (Zachęta Greków - gr. Προτρεπτικὸς πρὸς Ἕλληνας) – SCh 2bis (2004 r.) – wyd. P. Claude Mondésert, M. André Plassart.
- Paedagogus (Wychowawca - gr. Παιδαγωγός): t. 1 SCh 70 (1960 r.); t. 2. SCh 108 (1965 r.); t. 3 SCh 158 (1970 r.) – wyd. O. Stählin.
- Stromata (Kobierce - gr. Στρώματα) 
  - PG 8,685-1382 oraz 9,9-602; wyd. D. Nicolas Le Nourry, J.-P. Migne.
  - Die greichischen christlichen Schriftsteller der ersten Jahrhunderte (GCS) – Berlin, t. 15 (1939 r.) oraz 17 (1909 r.), wyd. O. Stählin.
  - SCh:

30 (ks. I) – wyd. C. Mondésert, M. Caster, P. Th. Camelot /1951 r./ 

38 (ks. II) – wyd. C. Mondésert, M. Caster, P. Th. Camelot /1954 r./

463 (ks. IV) – wyd. A. van Den Hoek /2001 r./ 

278-279 (ks. V)

446 (ks. VI) – wyd. P. Descourtieux /1999 r./

428 (ks. VII)
- Wypisy z Teodota - SCh 23 - wyd. P. François Sagnard /1948 r./

### Przekłady polskie
- Zachęta Greków (Protreptikos pros Hellenas) w: Apologie. M. Szarmach, A. Świderkówna, J. Sołowianiuk (przekład); M. Szarmach, J. Sołowianiuk (wstępy i oprac.); E. Stanula (red.). Warszawa: ATK, 1988, seria: PSP 44. Brak numerów stron w książce
- Kobierce zapisków filozoficznych dotyczących prawdziwej wiedzy, t. 1-2, Janina Niemirska-Pliszczyńska (przekład, wstęp, komentarz, indeksy) PAX ATK, Warszawa 1994. ISBN 978-83-211-0681-6
- Który człowiek bogaty może być zbawiony?, ks. Jan Czuj (przekład), ks. Józef Naumowicz (wstęp, opracowanie), w. Mała biblioteka Ojców Kościoła, t. 2, Wydawnictwo M, Kraków 1999.
- Wypisy z Theodota, WAM, Kraków 2001. ISBN 83-7097-930-0
- Wychowawca, WNUMK Toruń 2012. ISBN 978-83-231-2913-4